# Dieter Hoffmann (Leichtathlet)

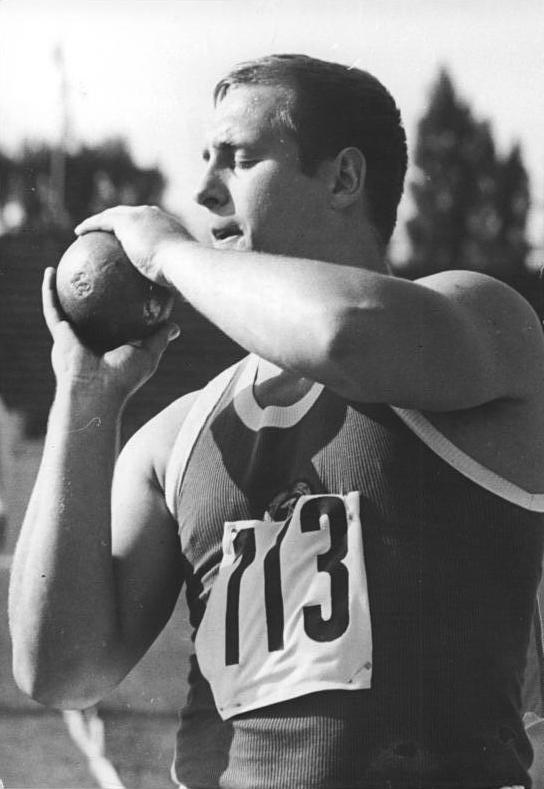
Hoffmann 1968 bei Leichtathletik-Wettbewerben in Potsdam

Dieter Hoffmann (* 27. August 1941 in Danzig; † 16. September 2016 in Templin) war ein deutscher Leichtathlet und Olympiateilnehmer, der – für die DDR startend – in den 1960er und Anfang der 1970er Jahre ein erfolgreicher Kugelstoßer war. Sein größter Erfolg war der Sieg bei den Europameisterschaften 1969.

## Leben
Hoffmann nahm 1964 an den Olympischen Spielen in Tokio teil und erreichte dort den zwölften Platz. 1965 wurde er erstmals DDR-Meister in der Halle und belegte beim Europacup Platz vier. Im Jahr darauf konnte er seinen Meistertitel verteidigen und gewann bei den ersten Europäischen Hallenspielen in Dortmund die Silbermedaille. Bei den Europameisterschaften in Budapest erreichte er Rang acht.
Am 3. Juli 1968 stieß Hoffmann in Potsdam mit 20,08 Meter Europarekord. Er war damit der erste Europäer, der die 20-Meter-Marke übertraf. Zwei Wochen später verbesserte er in Sokolov den Europarekord um zwei Zentimeter. Im August gewann er in Erfurt seinen einzigen DDR-Meistertitel im Freien. Bei den Olympischen Spielen in Mexiko dann erreichte er den vierten Platz.
1969 gewann er bei den Europameisterschaften in Athen vor seinen Mannschaftskameraden Heinz-Joachim Rothenburg und Hans-Peter Gies die Goldmedaille, wofür er mit dem Vaterländischen Verdienstorden ausgezeichnet wurde. In diesem Jahr stellte er mit 20,60 Meter auch seine persönliche Bestleistung auf. Bei den Europameisterschaften 1971 erreichte er den siebten Platz. Nachdem er bei den DDR-Meisterschaften 1972 den vierten Platz belegte, verpasste er die Teilnahme an den Olympischen Spielen in München. Im März 1973 wurde sein Rücktritt vom Leistungssport gemeldet.
Dieter Hoffmann gehörte dem ASK Berlin und dem ASK Potsdam an. In seiner aktiven Zeit war er 1,88 m groß und wog 120 kg. In den nach der Wende öffentlich gewordenen Unterlagen zum Doping in der DDR fand sich bei den gedopten Sportlern auch der Name von Hoffmann.

## Einsätze bei internationalen Höhepunkten im Einzelnen
- 1964, Olympische Spiele: Platz 12 (ungültig - ungültig - 17,11 m)
- 1966, Europäische Hallenspiele 1966: Platz 2 (18,14 - ungültig - ungültig - ungültig - 18,25 m- ungültig)
- 1966, Europameisterschaften: Platz 8 (17,74 - 18,02 m - 17,75 - ungültig - 17,94 - 17,96)
- 1968, Olympische Spiele: Platz 4 (20,00 m - 19,33 - 19,75 - 19,68 - 19,85 - 19,86)
- 1969, Europameisterschaften: Platz 1 (20,12 m - 19,86 - 20,07 - 19,46 - 19,72 - ungültig)
- 1971: Europameisterschaften: Platz 7 (18,36 - ungültig - 19,15 - ungültig - 19,31 - 19,38 m)